# Ауф дер Виден
«Ауф дер Виден» (нем. Freihaus auf der Wieden, рус. Сад и дворец «Фрайхауз») — существовавший 14 лет (1787—1801) венский театр, в котором 30 сентября 1791 года была дана премьера последней оперы Вольфганга Амадея Моцарта «Волшебная флейта», которая была исполнена на этой сцене 223 раза.
Комплекс известен также как «Виденский театр» или «Schikanedertheater».
Сад и дворец «Фрайхауз» (Freihaus auf der Wieden) в 1698 году принадлежали фельдмаршалу графу Эрнству фон Штарембергу. Комплекс располагался в венском пригороде Виден.

## История

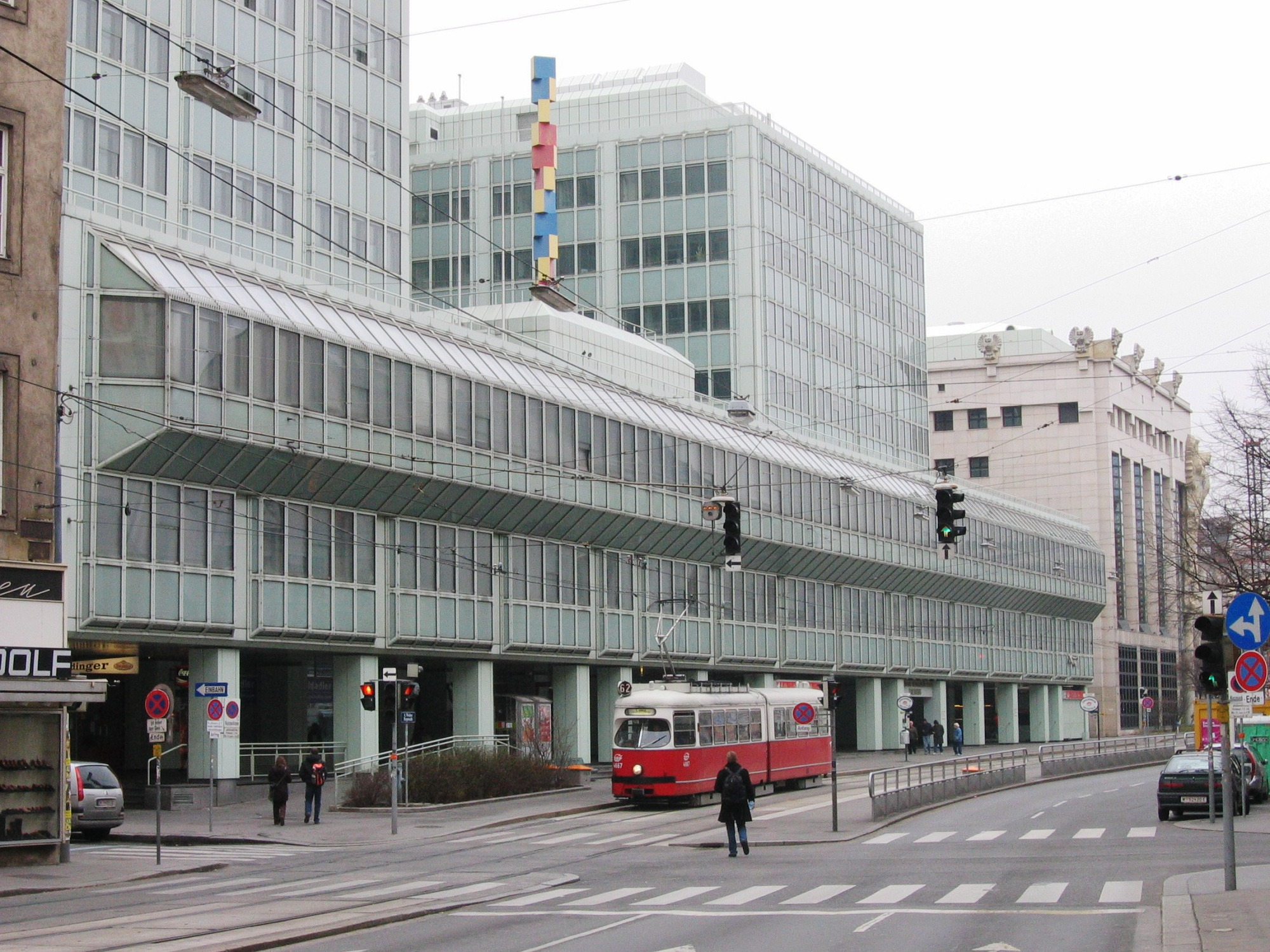
Современное здание на месте театра

Театр был открыт 14 октября 1787 года его первым директором и учредителем Кристианом Россбахом. Это был второй пригородный венский театр после Леопольдштадтер-театра 1781 года постройки. Театр располагался на площади нынешнего Оперного переулка между домами 23 и 32. Владельцем театра во времена был князь Георг Адам фон Штаремберг. С 1788 по 1789 театром руководил Иоганн Фридель. В 1789 году директором стал Эмануэль Шиканедер. С 1790 по 1793 во главе театра был Йозеф фон Бауернфельд, а с 1799 по 1801 Бартоломеус Циттербарт и Эмануэль Шиканедер. Одним из капельмейстеров комплекса был Иоганн Гуммель, отец композитора Иоганна Непомука Гуммеля.
В 1798 году Людвиг ван Бетховен исполнил в театре один из своих фортепианных концертов.
30 сентября 1791 года в театре состоялась премьера оперы Моцарта «Волшебная флейта». Автором текста к опере выступил директор театра Эмануэль Шиканедер. Йозефа, старшая сестра жены Моцарта, исполнила на премьере Царицу ночи. Сам Моцарт руководил премьерой, а Шиканедер исполнил роль Папагено. «Волшебная флейта» в театре пользовалась чрезвычайным успехом и остаётся на сегодняшний день одной из самых известных и успешных опер.
Из-за нежелания князя Штаремберга продлевать договор о найме для театра, 12 июня 1801, почти через 10 лет после премьеры «Волшебной флейты», состоялось последнее представление в театре «Ауф дер Виден».
Первоначальный вид комплекса не сохранился. Театральное здание было перестроено под сдаваемые внаём квартиры. В настоящее время на месте театра находится здание Венского технического университета.

## Сооружение

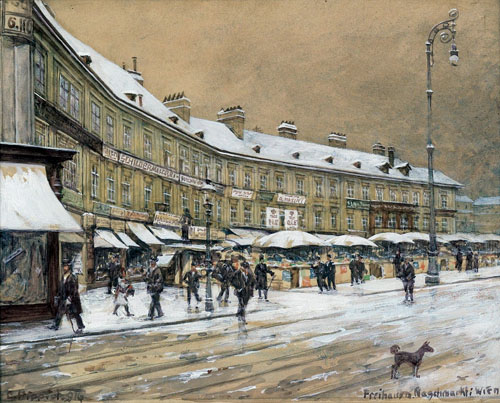
«Свободный дом Нашмаркт», Карл Пиппих (1916)

Планы для «Ауф дер Виден» были разработаны ландшафтным архитектором Андреасом Цахом. Двухэтажное здание было длиной в 30 метров и шириной в 15 метров. Крыша была покрыта кирпичами и была выше, чем высота свободного дома. Внешне оно больше походило на амбар, чем на театр.
У театра было четыре входа. Главные ворота под номером 1 располагались напротив внутреннего города. Ворота номер 2 находились при переулке Bärenmühlgasse, номер 3 в переулке Schleifmühlgasse, а ворота номер 4 вели к главной улице и расположенному здесь тогда Нашмаркту.
Внутренняя часть здания включала подиум, оркестровую яму и просто раскрашенный зрительный зал с партером, благородным партером, благородной галерей, второй галерей и 20 ложами. Игнац Кастелли писал: «На сцене стояли по обе стороны от портала стояли две фигуры в натуральную величину, рыцарь с кинжалом и дама с маской».
Скамьи благородной галереи, а также большая часть первого благородного этажа были оснащены спинками и «красной тряпкой». В целом театр предлагал места для более чем 1000 зрителей.

## Директора
- Кристиан Россбах (1787—1788)[2]
- Иоганн Фридель (24 марта 1788—1789[2]
- Эмануэль Шиканедер и Йозеф фон Бауернфельд (19 июля 1790 — 10 января 1793)[2]
- Эмануэль Шиканедер (10 января 1793—1799)[2]
- Эмануэль Шиканедер и Бартоломеус Циттербарт (1799—1801)[2]

## Капельмейстеры
- Иоганн Баптист Хеннеберг[2]
- Йоханнес Хуммэль[2]
- Игнац фон Зайфрид (1797—1801)[2]

## Репертуар
- Опера «Философский камень, или Волшебный остров» Эмануэля Шиканедера, 11 сентября 1790 (премьера)
- Опера «Волшебная флейта» Вольфганга Амадея Моцарта, 30 сентября 1791 (премьера)
- Опера «Tiroler Wastl» на либретто Эмануэля Шиканедера, музыка Якоба Хайбеля (премьера)
- «Берхтесгаденская симфония» Йозефа Гайдна в рамках музыкальной академии 13 апреля 1791
- Большая академия 27 октября 1789 с Людвигом Фишером, который пел несколько арий, Людвигом ван Бетховеном с одним из его фортепьянных концертов и «94-й симфонией (с боем литавр)» Йозефа Гайдна
- Опера «Дон Жуан» Вольфганга Амадея Моцарта
- Опера «Свадьба Фигаро» Вольфганга Амадея Моцарта
- Опера «Похищение из сераля» Вольфганга Амадея Моцарта
- Опера «Милосердие Тита» Вольфганга Амадея Моцарта, концертное представление
- Опера «Обманчивый свет» Карла Игнаца Умлауфа
- Опера «Роланд-паладин» Йозефа Гайдна
- Опера «Моисей» Франца Ксавьера Зюсмайера
- Опера «Лабиринт» (либретто Эмануэля Шиканедера, музыка Петера фон Винтера)
- Опера «Очарованное дерево» Кристофа Виллибальда Глюка
- Опера «Альцеста» Кристофа Виллибальда Глюка
- Несколько детских балетов труппы лучника
- Балет «Победа Александра над самим собой» Жана Джорджа Новерре
- Спектакль «Братья и сестры» Иоганна Вольфганга Гёте
- Пьеса «Макбет» Уильяма Шекспира[2]

## Плата за вход
Сначала плата за вход составляла между 7 крейцерами и 5 флоринами. Периодически расценки менялись, прежде всего из-за Эмануэля Шиканедера, который регулярно страдал от безденежья. Во время открытия театра вход стоил:
- Большая ложа на 8 человек: 5 фл.
- Малая ложа на 4 человек: 2 фл. 30 кр.
- Партер и галерея: 34 кр.
- Второе место (2-й первый этаж): 17 кр.
- Последнее место (вход к галереи): 7 кр.
- Придворная ложа в отдельных случаях 6 фл. 50 кр.[2]